# Émile Dewoitine

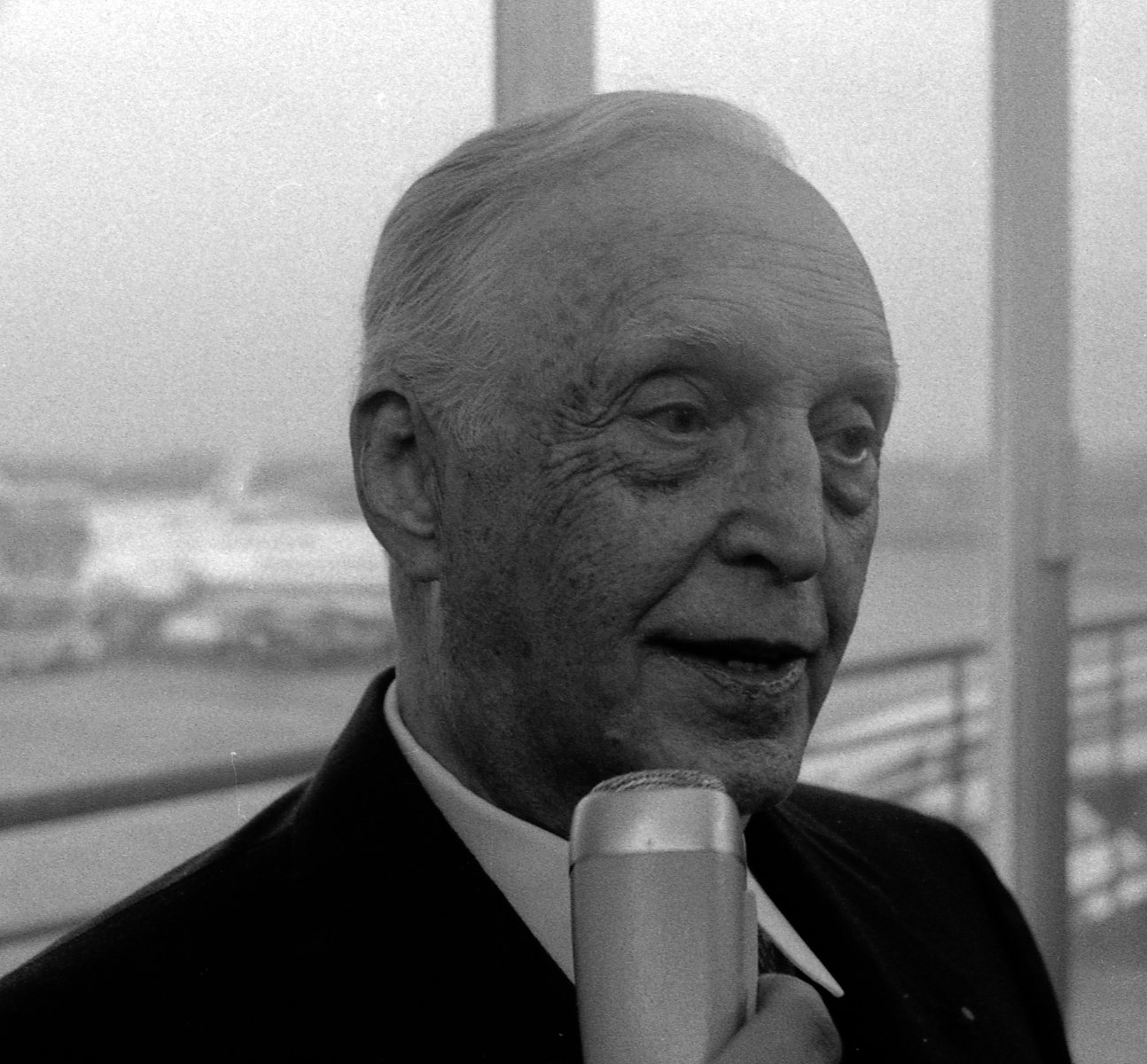
Émile Dewoitine in 1975

Émile Dewoitine (Crépy, 26 september 1892 - Toulouse, 5 juli 1979) was een Franse vliegtuigconstructeur en industrieel.

## Levensloop

### Jeugd (1892-1920)
Émile Dewoitine was reeds als jongen geïnteresseerd in de luchtvaart. Hij bezocht de middelbare school in  Reims en studeerde daarna  voor elektrotechnisch ingenieur aan de École Bréguet in Parijs. Deze in 1904 gestichte school werd in 1966 verdoopt tot École supérieure d'ingénieurs en électronique et électrotechnique en heet sinds 2008 ESIEE Engineering.
In 1911 moest hij in militaire dienst. Hij diende bij de Aéronautique Militaire, een voorloper van de luchtmacht, en maakte in februari 1911 zijn eerste vlucht. Hij werd  „ballonmonteur“ (sapeur-aérostier), daarna  vliegtuigmonteur aan de  École Blériot, een militaire vliegschool op het huidige vliegveld van  Étampes-Mondésir en vloog in  Farman - dubbeldekkers  verkenningsmissies boven Algerije en Tunesië. Hij zwaaide af in februari 1914, maar moest bij het uitbreken van de Eerste Wereldoorlog weer opkomen. In 1915 werd hij naar de vliegtuigfabriek Anatra in Rusland gestuurd. Daar hield hij in Odessa en Simferopol toezicht op de productie in licentie van tweezitter-bommenwerpers  van het type  Aéroplanes G. Voisin. Na de  Oktoberrevolutie  van 1917 keerde hij terug naar  Frankrijk. Daar werd hij ingedeeld bij de door Pierre-Georges Latécoère opgerichte Groupe Latécoère of Service des fabrications de l'aéronautique in Toulouse. Latécoère moest Salmson Sal II verkenningsvliegtuigen  en Salmson II B.2 bommenwerpers in licentie bouwen.  Dewoitine was verantwoordelijk voor de opbouw van de productielijnen. Het eerste toestel van deze serie vloog in mei 1918, en de totale productie bedroeg zeshonderd stuks, totdat deze in december 1918 werd beëindigd. Dewoitine werd in 1919 uit de militaire dienst ontslagen en nam een jaar later ontslag bij Latécoère.

### Vliegtuigbouwer (1920-1940)
Dewoitine bleef in Toulouse en richtte in oktober 1920 zijn eigen firma op, de Société anonyme des avions Dewoitine (SAD). In het kader van een door de regering georganiseerde prijsvraag ontwikkelde hij een eenpersoons jachtvliegtuig, de Dewoitine D.1. Zijn ontwerp won de prijsvraag, en de regering bestelde in 1921 twee prototypes. De eerste D.1 vloog vanaf november 1922 en werd een succes. Marcel Doret, als chef-piloot door Dewoitine aangenomen, brak in december 1924 drie wereld-snelheidsrecords met de D.1.
In totaal werden 230 stuks van dit vliegtuig gebouwd, waarvan dertig voor Frankrijks eerste vliegdekschip. Dit was de in 1923–1926 verbouwde Béarn. Vierenveertig toestellen werden naar Servië geëxporteerd. Bovendien werden er meer dan honderd in licentie bij Ansaldo STS in Italië gebouwd.
Dewoitine ontwikkelde in deze jaren ook verscheidene bommenwerpers en transportvliegtuigen, verkreeg octrooi op diverse types vleugelgeraamtes (deze vliegtuigonderdelen hebben geen Nederlandse naam, maar heten in het Duits: holm en in het Engels: spar) en ging zich op het zweefvliegen toeleggen. Hij construeerde de Dewoitine P.1 in mei 1922, en daarna de P.2, de P.3 en de P.4. Alle vier hadden goede vliegeigenschappen en een lange levensduur.
In januari 1927 was Dewoitine gedwongen, zijn bedrijf te liquideren, maar het lukte hem, dankzij de pas begonnen ontwikkeling van het lichte jachtvliegtuig  Dewoitine D.27 in business te blijven. Hij liet het vliegtuig verder ontwikkelen bij Eidgenössische Konstruktionswerkstätte in Thun  (Zwitserland), waar Dewoitine zelf ook ging wonen.
Het prototype van de D.27 maakte zijn "bruidsvlucht" op 3 juni 1928. Al in maart van dat jaar maakte Dewoitine zich opnieuw zelfstandig met de Société Aéronautique Française – Avions Dewoitine. Hoewel de Service Technique Aéronautique (STAé) in 1929 een proefserie van vijf stuks kocht,volgden geen verdere bestellingen door de Franse luchtmacht. Maar eind 1929 besloot de Zwitserse luchtmacht, de uit 1918 daterende Fokker D.VII te vervangen, en kocht in de daaropvolgende jaren 66 Dewoitines.
Intussen werden bij Avions Dewoitine in Toulouse diverse toestellen voor de militaire en burgerluchtvaart ontwikkeld, onder andere de Dewoitine D.500, de eerste geheel van metaal gemaakte  eendekker-jager van de Franse luchtmacht, en het zeer succesvolle passagiersvliegtuig Dewoitine D.338. De D.338 was gebaseerd op de speciaal voor lange-afstandsvliegwedstrijden in een aantal van twee stuks gebouwde Dewoitine D.33. Eén daarvan vestigde in juni 1931 met de piloten Marcel Doret en Joseph Le Brix een lange-afstandsrecord voor rondvluchten, door in zeventig uur non-stop 10.520 km  af te leggen. Het toestel ging daarna in juli 1931 verloren bij een poging, als eerste van Parijs naar Tokio te vliegen: het stortte in Siberië neer. De andere D.33, waarmee Doret en Le Brix een tweede poging deden, stortte op 12 september 1931 bij Oefa eveneens neer; daarbij kwamen Le Brix en de mecanicien René Mesmin om het leven.
In 1936 werd Dewoitines firma, zoals alle vliegtuigfabrieken in Frankrijk, genationaliseerd en verdoopt in SNCAM (Societé Nationale de Constructions Aéronautiques du Midi). Kort daarop begon Dewoitine met de ontwikkeling  van de Dewoitine D.520, de beste Franse jager in de Tweede Wereldoorlog. Dit toestel bleek bijzonder wendbaar en kon goed dalen en duikvluchten maken. In 1940 werd het in de strijd ingezet.

### Tweede Wereldoorlog (1940-1945)
Na de wapenstilstand van 22 juni 1940 reisde Dewoitine naar de Verenigde Staten, waar hij de bedoeling had, generaal Henry Arnold en Henry Ford ertoe te bewegen, samen met hem jachtvliegtuigen te produceren. Hij werd echter door het Vichy-regime naar Frankrijk teruggeroepen, daar geïnterneerd en wegens hoogverraad in eerste instantie veroordeeld, maar later vrijgesproken. Daarna ging hij werken voor de Duitse firma Arado Flugzeugwerke als leider van een tweehonderd personen sterke werkgroep, die het (wegens de schaarste van aluminium van hout gebouwde) lichte trainingsvliegtuig Arado Ar 396 ontwikkelde, een variant op de Arado Ar 396. Daarna ging hij terug naar het door hem in 1938 opgerichte, niet genationaliseerde,  toeleveringsbedrijf  Société industrielle pour l'aéronautique (SIPA), dat op grond van een overeenkomst tussen de regeringen in Berlijn en Vichy de Ar 396 voor de Luftwaffe produceerde.

### Na de oorlog (1945-1979)
Uit vrees voor  politieke problemen na de bevrijding van Frankrijk (Dewoitine werd beschuldigd van het ondersteunen van de vijand en het in gevaar brengen van de staatsveiligheid) vertrok hij in 1944 naar Spanje, waar hij voor Hispano Aviación (tegenwoordig: Hispano Suiza) aan de verdere ontwikkeling van de D.520 werkte, en daarna in mei 1946 naar Argentinië. Daar  ontwikkelde  hij in 1946/47 voor de Fábrica Militar de Aviones  de  onderscheppingsjager I.Ae.27 Pulqui I ( "Pijl"), de eerste ooit in Zuid-Amerika gebouwde straaljager. Weliswaar kwam het niet verder dan de bouw van prototypes, maar Argentinië was daarmee wel pas het vijfde land, waar men een eigen straaljager had weten te bouwen. In Argentinië was Dewoitine ook betrokken bij de ontwikkeling van de  „Boyero“  voor Argentijnse vliegclubs en in Spanje bij die van het verbindingsvliegtuig van Aeronáutica Industrial de AISA AVD-12. De Spaanse luchtmacht gaf echter de voorkeur aan de  door een concurrent gebouwde Dornier Do 25.
Op 9 februari 1948 werd Dewoitine door een Franse rechtbank bij verstek veroordeeld tot twintig jaar dwangarbeid, intrekking van burgerlijke rechten, waaronder stemrecht, en inbeslagneming van zijn eigendommen. Na een amnestiebesluit van juli 1953, keerde hij terug naar Frankrijk. Hij woonde tijdelijk in Patagonië, waar hij een schapenboerderij bezat, vervolgens in Zwitserland en uiteindelijk in Toulouse, waar hij in 1979 overleed.